# Identitat sonora
La identitat sonora és el conjunt d'elements sonors que identifiquen una marca i la diferencien d'altres, com ara el logotip sonor, la cançó de marca, les melodies publicitàries o la veu corporativa. L'ofici de crear, mantenir i comunicar-la per tots els canals de comunicació sonors és diu construcció de marca sonora o brànding sonor. Fa part d'un conjunt harmònic amb els altres elements de la comunicació.
Gràcies als atributs del so i al seu poder evocador, per l'audio branding una marca es pot diferenciar i augmentar la notorietat de la identitat corporativa: transmet i fixa en el públic trets identificatius com els valors i la cultura corporatius, expandeix i pot optimitzar l'experiència sensorial i vincular-lo a la marca o l'empresa. També s'ha de vetllar a no exasperar el públic: un logo sonor repetit a l'infinit en una cua d'espera interminable, pot crear frustració i actitud negativa cap a la marca.
La identitat sonora reflecteix els atributs de la marca o de l'entitat. El disseny sonor ha d'ajustar-se a la marca, correspondre-hi, ser pertinent i congruent. Per ser efectiu ha de permetre de diferenciar-se dels altres i reconèixer la marca així com fàcil per recordar. Tècnica- i musicalment ha d'adaptar-se a diferents situacions, contexts o estils.
La identitat sonora es fixa en un llibre d'estil sonor, que forma part de l'estratègia de comunicació. Aquest llibre d'estil sonor recull totes les característiques musicals i tècnics, que permet, com qualsevol llibre d'estil, una comunicació uniforme que tothom reconeix.

## Elements de la identitat sonora
Un element d'àudio és un arxiu d'àudio independent, amb entitat pròpia, que forma part de la identitat sonora i que pot ser emès en un punt de contacte d'àudio.
El logo sonor és l'expressió essencial i concisa de la identitat sonora. Pot integrar qualsevol combinació de música, efectes de so i veu. Com a element sonor, el logo sonor té la peculiaritat de ser —possiblement— el més transversal dels elements, ja que pot aparèixer a multitud de punts de contacte.
Els punts de contacte d'àudio són el lloc on l'entitat emet el so: per exemple, una trucada en espera, grup d'investigació en línia, un fil musical o vídeos.